# 杜伊斯堡火车总站
杜伊斯堡火车总站（德語：Duisburg Hauptbahnhof）是德国北莱茵-威斯特法伦州城市杜伊斯堡最大的铁路客运站和有多条重要铁路线汇集的交叉站。所有行经杜伊斯堡的城际快车和城际列车线路都会在该站停靠，它同时还开办有大量的区域快车、区域列车和快铁列车服务。
杜伊斯堡火车总站为德国铁路所划分的21座最高等级的一等车站之一，并且是鲁尔区西部和下莱茵地区的在轨道客运领域的中心枢纽车站。